# Мауес
Мауес (на старогръцки: Μαύης, Μαυου, ΜΑΥΟΥ, Mauou, Maues) е от ок. 85 до 60 пр.н.е. (или от ок.120 до 85 пр.н.е.) първият цар на Индо-скитското царство в Северозападна Индия.
Произлиза вероятно от партите. Нарича се цар на царете, доказано на монети. Солицата му е Таксила.
Жени се за Макхена (ΜΑΧΗΝΗ) вероятно от Таксила. Той е вероятно баща на Артемидор.

## Галерия
- Монета на Мауес
- Монета на Мауес
- Монета на Мауес като Буда